# Альдози

Загальна формула альдегідів

Альдóзи — підклас вуглеводів, які є альдегідами, тобто молекули яких містять альдегідну групу -CH=O.
Переважна більшість вуглеводів здатна циклізуватися за рахунок подвійного зв'язку групи C=O. При циклізації альдегідна група замінюється напівацетальною (формально зникає), але вуглевод не випадає з підкласу альдоз. Отже, вищенаведене визначення слід уточнити, додавши вимогу «у відкритій формі» чи то «в ациклічній формі». В розчині, де й відбуваються хімічні перетворення вуглеводів, існує рівновага між відкритою та циклічною формами (кільцево-ланцюгова таутомерія).
Особливою хімічною властивістю альдоз є реакції окиснення альдегідної групи, яке відбувається доволі легко, приміром, реакція срібного дзеркала. Тому, на відміну від кетоз, альдози відносять до відновлювальних вуглеводів.